# Lista de aeroportos da Região Sul do Brasil
Esta é uma lista dos principais aeroportos da Região Sul do Brasil.
A seguir está uma lista dos principais aeroportos da Região Sul do Brasil, separados por estados, constando nome oficial e/ou nome pelo qual são conhecidos, a sigla IATA e/ou o código ICAO. 

## Paraná
Infraero
- Aeroporto de Londrina (LDB/SBLO) - Londrina
- Aeroporto Internacional de Curitiba-Afonso Pena (CWB/SBCT) - São José dos Pinhais
- Aeroporto de Bacacheri (BFH/SBBI) - Curitiba
- Aeroporto Internacional Cataratas (IGU/SBFI) - Foz do Iguaçu

Municipais
- Aeroporto de Andirá (SSAN) - Andirá
- Aeroporto de Apucarana (SSAP) - Apucarana
- Aeroporto de Arapongas (SSOG) - Arapongas
- Aeroporto de Arapoti (SSYA) - Arapoti
- Aeroporto de Bandeirantes[1] (SSBR) - Bandeirantes
- Aeroporto de Campo Mourão (CBW/SSKM) - Campo Mourão
- Aeroporto de Cascavel (CAC/SBCA) - Cascavel
- Aeroporto de Castro (SSQT) - Castro
- Aeroporto de Centenário do Sul (SSZS) - Centenário do Sul
- Aeroporto de Cianorte (SSCT) - Cianorte
- Aeroporto de Cornélio Procópio (SSCP) - Cornélio Procópio
- Aeroporto de Goioerê (SSGW) - Goioerê
- Aeroporto de Guaíra (QGA/SSGY) - Guaíra
- Aeroporto de Guarapuava (SBGU) - Guarapuava
- Aeroporto de Guaratuba (SSGB) - Guaratuba
- Aeroporto de Ibaiti (SSAB) - Ibaiti
- Aeroporto de Loanda (SSLO) - Loanda
- Aeroporto de Manoel Ribas (SSMY) - Manoel Ribas
- Aeroporto de Marechal Cândido Rondon (SSCR) - Marechal Cândido Rondon
- Aeroporto de Maringá (MGF/SBMG) - Maringá
- Aeroporto de Medianeira (SSMD) - Medianeira
- Aeroporto de Palmas (SSPS) - Palmas
- Aeroporto de Palotina (SSPT) - Palotina
- Aeroporto de Paranaguá (SSPG) - Paranaguá
- Aeroporto de Paranavaí (SSPI) - Paranavaí
- Aeroporto de Pato Branco (PTO/SSPB) - Pato Branco
- Aeroporto de Ponta Grossa (PGZ/SSZW) - Ponta Grossa
- Aeroporto de Porecatu (SSPK) - Porecatu
- Aeroporto de Realeza (SSRE) - Realeza
- Aeroporto de São Miguel do Iguaçu (SSMY) - São Miguel do Iguaçu
- Aeroporto de Sertanópolis (SSSZ) - Sertanópolis
- Aeroporto de Siqueira Campos (SSQC) - Siqueira Campos
- Aeroporto de Telêmaco Borba (SBTL) - Telêmaco Borba
- Aeroporto de Toledo (TOW/SBTD) - Toledo
- Aeroporto de Umuarama (UMU/SSUM) - Umuarama
- Aeroporto de União da Vitória (SSUV) - União da Vitória
- Aeroporto Paulo Abdala (***/SSFB) - Francisco Beltrão
- Aeroporto Regional Silvio Name Junior (MGF/SBMG) - Maringá

## Rio Grande do Sul
Infraero
- Aeroporto Internacional Comandante Gustavo Kraemer - Bagé
- Aeroporto Internacional João Simões Lopes Neto (PET/SBPK) - Pelotas
- Aeroporto Internacional Salgado Filho (POA/SBPA) - Porto Alegre
- Aeroporto Internacional Rubem Berta (URG/SBUG) - Uruguaiana

Municipais

## Santa Catarina

#### Infraero
- Aeroporto Internacional Ministro Victor Konder (NVT/SBNF) - Navegantes
- Aeroporto Lauro Carneiro de Loyola (JOI/SBJV) - Joinville

#### Floripa Airport (subsidiária da Zurich Airport)
- Aeroporto Internacional Hercílio Luz (FLN/SBFL) - Florianópolis

#### Infracea
- Aeroporto de Forquilhinha Diomício Freitas (CCM/SBCM) - Forquilhinha
- Aeroporto Regional do Planalto Serrano (EEA/SNCP) - Correia Pinto

#### RDL Aeroportos
- Aeroporto Regional Sul - Humberto Ghizzo Bortoluzzi (JJG/SBJA) - Jaguaruna

#### Municipais
- Aeroporto de Blumenau (BNU/SSBL) - Blumenau
- Aeroporto de Caçador (CFC/SBCD) - Caçador
- Aeroporto de Chapecó (XAP/SBCH) - Chapecó
- Aeroporto de Concórdia (CCI/SSCK) - Concórdia
- Aeroporto de Curitibanos (SSKU) - Curitibanos
- Aeroporto de Dionísio Cerqueira (SSDC) - Dionísio Cerqueira
- Aeroporto de Itapiranga (SSYT) - Itapiranga
- Aeroporto de Joaçaba (JCB/SSJA) - Joaçaba
- Aeroporto de Lages (LAJ/SBLJ) - Lages
- Aeroporto de Laguna (SSLA) - Laguna
- Aeroporto de Lontras (LOI/SSLN) - Lontras
- Aeroporto de Mafra (QMF/SSMF) - Mafra
- Aeroporto de São Francisco do Sul (SSSS) - São Francisco do Sul
- Aeroporto de São Joaquim (SJQ/SSSQ) - São Joaquim
- Aeroporto de São Miguel do Oeste (SQX/SSOE) - São Miguel do Oeste
- Aeroporto de Três Barras (SSTB) - Três Barras
- Aeroporto de Videira (VIA/SSVI) - Videira
- Aeroporto de Xanxerê (AXE/SSXX) - Xanxerê